# 王伟 (1960年)
王伟（1960年1月—），男，辽宁建昌人，中国共产党及中华人民共和国官员。

## 生平
1979年9月至1983年7月，为中国人民大学政治经济学系政治经济学专业学生。在校期间，1983年6月加入中国共产党。1983年7月参加工作，任中国人民大学政治经济学系团总支书记，任至1985年1月。1985年1月至1993年12月，任中国人民大学团委副书记、书记，中国人民大学党委宣传部副部长兼校团委书记、党委办公室主任。1993年12月至1994年2月，任北京市西城区区长助理。1994年2月至1998年5月，任北京市西城区副区长。
1998年5月至1999年12月，任中央纪委机关事务管理局副局长，正局级检查员、监察专员兼副局长。1999年12月至2000年4月，任中央纪委机关事务管理局局长。2000年4月至2001年4月，任中央纪委机关事务管理局局长兼机关综合服务中心主任。2001年4月至2003年6月，任中央纪委副秘书长兼机关事务管理局局长、机关综合服务中心主任。2003年6月至7月，任中央纪委副秘书长兼办公厅主任、机关事务管理局局长、机关综合服务中心主任。2003年7月至10月，任中央纪委副秘书长兼办公厅主任、机关事务管理局局长。2003年10月至2005年11月，任中央纪委副秘书长兼办公厅主任。其间，2001年1月至2004年1月，在中共中央党校在职研究生班国际政治专业学习，毕业取得中央党校在职研究生学历。
2005年11月至2006年2月，任中央纪委、中央组织部巡视工作办公室主任（副部长级），中央纪委副秘书长兼办公厅主任。2006年2月至2007年10月，任中央纪委、中央组织部巡视工作办公室主任。2007年10月至12月，任中央纪委常委，中央纪委、中央组织部巡视工作办公室主任。2007年12月至2008年2月，任中央纪委常委，监察部副部长、新闻发言人、中央纪委、中央组织部巡视工作办公室主任。2008年2月至2012年11月，任中央纪委常委，监察部副部长、新闻发言人。2012年11月至2013年1月，任中央纪委副书记、监察部副部长、新闻发言人。2013年1月至2013年5月，任中央纪委副书记。
2012年11月14日，当选中共第十八届中央纪委委员。他是中共第十七届中央纪委委员、常委，第十八届中央纪委副书记。
2013年5月，转任国务院三峡工程建设委员会办公室副主任、党组成员，并明确为正部长级，不再担任中央纪委常委、副书记。
2018年5月，调任中华全国供销合作总社党组成员。11月，任中华全国供销合作总社理事会副主任。
2022年8月24日，被增补为第十三届全国政协委员、全国政协港澳台侨委员会驻会副主任。